# Сољо (Асти)
Сољо (итал. Soglio) је насеље у Италији у округу Асти, региону Пијемонт.
Према процени из 2011. у насељу је живело 107 становника. Насеље се налази на надморској висини од 279 м.

## Становништво
Према резултатима пописа становништва 2011. у општини је живело 160 становника.
| 1931. | 1936. | 1951. | 1961. | 1971. | 1981. | 1991. | 2001. | 2011. |
| ----- | ----- | ----- | ----- | ----- | ----- | ----- | ----- | ----- |
| 386   | 363   | 320   | 236   | 173   | 144   | 150   | 135   | 160   |